# Rafael Garcia (futbolista estadounidense)
Rafael Garcia (Granada Hills, California, Estados Unidos; 19 de diciembre de 1988) es un exfutbolista estadounidense. Jugaba de centrocampista.
Formó parte del LA Galaxy entre 2012 y 2017, ganó dos Copas MLS con el club de Los Ángeles, California.

## Estadísticas
Actualizado al último partido disputado el 19 de octubre de 2019.
| LA Galaxy Estados Unidos                                                                     | 1.ª           | 2012          | 5   | 0  | 1  | 0 | 3  | 0 | 9   | 0  |
| LA Galaxy Estados Unidos                                                                     | 1.ª           | 2013          | 10  | 0  | 1  | 0 | 5  | 0 | 16  | 0  |
| LA Galaxy Estados Unidos                                                                     | 1.ª           | 2014          | 16  | 0  | -  | - | -  | - | 16  | 0  |
| LA Galaxy Estados Unidos                                                                     | 1.ª           | 2015          | 10  | 0  | 2  | 0 | 4  | 0 | 16  | 0  |
| LA Galaxy Estados Unidos                                                                     | 1.ª           | 2016          | 6   | 0  | 3  | 0 | -  | - | 9   | 0  |
| LA Galaxy Estados Unidos                                                                     | 1.ª           | 2017          | 18  | 0  | 3  | 0 | -  | - | 21  | 0  |
| LA Galaxy Estados Unidos                                                                     | Total club    | Total club    | 65  | 0  | 10 | 0 | 12 | 0 | 87  | 0  |
| LA Galaxy II Estados Unidos                                                                  | 2.ª           | 2013          | 10  | 0  | -  | - | -  | - | 10  | 0  |
| LA Galaxy II Estados Unidos                                                                  | 2.ª           | 2014          | 24  | 4  | 1  | 0 | -  | - | 25  | 4  |
| LA Galaxy II Estados Unidos                                                                  | 2.ª           | 2015          | 5   | 0  | -  | - | -  | - | 5   | 0  |
| LA Galaxy II Estados Unidos                                                                  | 2.ª           | 2016          | 2   | 0  | -  | - | -  | - | 2   | 0  |
| LA Galaxy II Estados Unidos                                                                  | 2.ª           | 2017          | 1   | 0  | -  | - | -  | - | 1   | 0  |
| LA Galaxy II Estados Unidos                                                                  | Total club    | Total club    | 42  | 4  | 1  | 0 | 0  | 0 | 43  | 4  |
| Las Vegas Light Estados Unidos                                                               | 2.ª           | 2018          | 13  | 1  | -  | - | -  | - | 13  | 1  |
| Las Vegas Light Estados Unidos                                                               | Total club    | Total club    | 13  | 1  | 0  | 0 | 0  | 0 | 13  | 1  |
| OKC Energy Estados Unidos                                                                    | 2.ª           | 2019          | 28  | 6  | 3  | 0 | -  | - | 31  | 6  |
| OKC Energy Estados Unidos                                                                    | 2.ª           | 2020          | 0   | 0  | -  | - | -  | - | 0   | 0  |
| OKC Energy Estados Unidos                                                                    | Total club    | Total club    | 28  | 6  | 3  | 0 | 0  | 0 | 31  | 6  |
| Total carrera                                                                                | Total carrera | Total carrera | 148 | 11 | 14 | 0 | 12 | 0 | 174 | 11 |
| (1) Incluye datos de la US Open Cup (2) Incluye datos de la Liga de Campeones de la Concacaf |               |               |     |    |    |   |    |   |     |    |

## Palmarés

### Títulos nacionales
| Título   | Club      | País           | Año  |
| -------- | --------- | -------------- | ---- |
| Copa MLS | LA Galaxy | Estados Unidos | 2012 |
| Copa MLS | LA Galaxy | Estados Unidos | 2014 |